# 阿尔沃尔诺斯
阿尔沃尔诺斯，是西班牙卡斯蒂利亚-莱昂阿维拉省的一个市镇。 总面积17km2, 总人口250人（2001年），人口密度15人/km2。